# Leptochloa chloridiformis
Leptochloa chloridiformis är en gräsart som först beskrevs av Eduard Hackel, och fick sitt nu gällande namn av Parodi. Leptochloa chloridiformis ingår i släktet spretgräs, och familjen gräs. Inga underarter finns listade i Catalogue of Life.